# صفحه نظام
صفحه نظام برای بستن قطعات سنگین و نامنظم به دستگاه تراش استفاده می‌شود. در سطح پیشانی صفحه نظام شیارهایی تعبیه شده‌است که از آن‌ها برای بستن قطعه کار استفاده می‌شود. بدین صورت که قطعه کار با استفاده از روبند و پیچ و مهره به پیشانی صفحه نظام محکم می‌بندند. پیچ و مهره‌ها در شیار پیشانی صفحه نظام بسته می‌شوند. در بعضی موارد لازم است برای متعادل کردن وزن قطعه از قطعات کمکی که وزنه تعادل نامیده می‌شوند، استفاده نمود.